# The Maldonado Miracle
The Maldonado Miracle (conocida en España como El milagro de Maldonado) es una película de drama y familiar de 2003, dirigida por Salma Hayek, escrita por Paul W. Cooper y basada en la novela de Theodore Taylor, musicalizada por Leonardo Heiblum y Jacobo Lieberman, en la fotografía estuvo Claudio Rocha, los protagonistas son Peter Fonda, Mare Winningham y Rubén Blades, entre otros. El filme fue realizado por Allegra Films, Hallmark Entertainment y Ventanarosa Productions, se estrenó el 20 de enero de 2003.

## Sinopsis
En un pueblo chico y agonizante, la creencia religiosa de sus habitantes se pone a prueba en el momento que una estatua de Jesús parece estar llorando lágrimas de sangre.